# Palau ved OL
Palau deltog første gang i olympiske lege under Sommer-OL 2000 i Sydney, og har siden deltaget i samtlige sommerlege. De har aldrig deltaget i vinterlege. Palau har aldrig vundet nogen medalje. 

## Medaljeoversigt
| Palaus medaljer under de olympiske sommerlege | Palaus medaljer under de olympiske sommerlege | Palaus medaljer under de olympiske sommerlege | Palaus medaljer under de olympiske sommerlege | Palaus medaljer under de olympiske sommerlege | Palaus medaljer under de olympiske sommerlege |
| --------------------------------------------- | --------------------------------------------- | --------------------------------------------- | --------------------------------------------- | --------------------------------------------- | --------------------------------------------- |
| Lege                                          | Guld                                          | Sølv                                          | Bronze                                        | Totalt                                        | Rang                                          |
| 2000 Sydney                                   | 0                                             | 0                                             | 0                                             | 0                                             | –                                             |
| 2004 Athen                                    | 0                                             | 0                                             | 0                                             | 0                                             | –                                             |
| 2008 Beijing                                  | 0                                             | 0                                             | 0                                             | 0                                             | –                                             |
| 2012 London                                   | 0                                             | 0                                             | 0                                             | 0                                             | –                                             |
| 2016 Rio de Janeiro                           | 0                                             | 0                                             | 0                                             | 0                                             | –                                             |
| 2020 Tokyo                                    |                                               |                                               |                                               |                                               |                                               |
| Totalt                                        | 0                                             | 0                                             | 0                                             | 0                                             |                                               |